# Relaciones Chile-Mónaco
Las relaciones Chile-Mónaco son las relaciones internacionales entre la República de Chile y el Principado de Mónaco.

## Historia

### sigloXX
El tratado de París firmado en 1918 entre Francia y Mónaco estableció, por defecto, las relaciones diplomáticas entre Mónaco y todos los países que en aquel entonces tenían relaciones diplomáticas con Francia incluido Chile. Este punto del tratado, en la actualidad, sigue siendo válido en todos los países (que tienen relaciones diplomáticas con Mónaco) donde Mónaco no tiene embajada.
En 1960, Mónaco designó a Ricardo Kuthe como cónsul honorario en Valparaíso.

### sigloXXI
En 2011, Mónaco designó a Danièle Biancheri-Quintana como cónsul general honorario en Santiago de Chile. Pese a haber firmado un polémico panfleto durante ese mismo año, ella se mantiene en el cargo desde entonces.
En 2013, Chile designó a Paolo Tricotti como cónsul honorario en Mónaco.
En 2014, el Príncipe Alberto II de Mónaco visitó Chile, en lo que fue la primera visita de un jefe de Estado monegasco a Chile.
En 2015, Mónaco designó a Fernando Schmidt Mesias como cónsul honorario en Valparaíso.

## Misiones diplomáticas
- La embajada de Chile en Francia concurre con representación diplomática a Mónaco en materias políticas,[7] mientras que para los asuntos consulares la representación chilena la efectúa el consulado general de Chile en Paris.[8] Además, Chile cuenta con un consulado honorario en Mónaco.[9]
- Mónaco cuenta con un consulado general honorario en Santiago de Chile[10] y mantiene un consulado honorario en Valparaíso.[11]